# Псуя (озеро)
Псуя (бел. Псуя) — озеро в Глубокском районе Витебской области Белоруссии. Относится к бассейну реки Западная Двина. Озеро находится на территории Псуевского сельсовета, в 14 км к северо-востоку от посёлка Подсвилье и в 30 км к северо-востоку от райцентра, города Глубокое.
Площадь поверхности озера 0,65 км². Длина 2,28 км, наибольшая ширина 0,5 км, длина береговой линии 5,9 км. Максимальная глубина 10,5 м. Объём воды — 2,81 млн м³. Площадь водосбора 3,6 км².
Котловина озера долинного типа, вытянута в направлении с севера на юг. Склоны котловины высотой до 12 м, преимущественно распаханные. Берега низкие, поросшие кустарником. Дно покрыто сапропелем, в мелководной зоне песчаное. Зарастает слабо, наиболее сильно в южном заливе. Из озера Псуя вытекает ручей в озеро Долгое.
В озере водятся щука, окунь, плотва, краснопёрка, линь и другие виды рыб.
На западном берегу озера — агрогородок Псуя, на восточном — деревня Обруб, на южном — деревня Слободка.